# Heterospathe elegans
Heterospathe elegans är en enhjärtbladig växtart som först beskrevs av Odoardo Beccari, och fick sitt nu gällande namn av Odoardo Beccari. Heterospathe elegans ingår i släktet Heterospathe och familjen Arecaceae.

## Underarter
Arten delas in i följande underarter:
- H. e. elegans
- H. e. humilis